# 塔山乡
塔山乡，是中华人民共和国辽宁省葫芦岛市连山区下辖的一个乡镇级行政单位。

## 行政区划
塔山乡下辖以下地区：
塔山村、大红旗营子村、上坎子村、三义庙村、孟家屯村、常家沟村、老官堡村、潘家屯村、石股屯村、椴木丛村、沈家屯村、西堡子村、盘道沟村、大寺台村、长岭山村和信家屯村。